# Signe Schlichtkrull
Signe Schlichtkrull (* 24. April 1969 in Sønderborg) ist eine dänische Journalistin und Schriftstellerin.
Signe Schlichtkrull studierte bis 1996 an der dänischen Journalistikschule. 1998 schloss sie die Autorenschule ab. Sie errang mehrere nationale Literaturpreise und debütierte 2009 mit dem Roman Fogeden (deutsch: ‚Gerichtsvollzieher‘). 2012 legte sie ihren zweiten Roman vor.

## Schriften
- Fogeden. 2009. ISBN 978-87-638-1142-2
- Krak. 2012. ISBN 978-87-638-2158-2